# Тетонія (Айдахо)
Тетонія (англ. Tetonia) — місто в окрузі Тетон, штат Айдахо, США. Згідно з переписом 2010 року населення становило 269 осіб, що на 22 особи більше, ніж 2000 року.

## Географія
Тетонія розташована за координатами 43°48′53″ пн. ш. 111°9′31″ зх. д. / 43.81472° пн. ш. 111.15861° зх. д. (43.814649, -111.158725).  За даними Бюро перепису населення США в 2010 році місто мало площу 1,47 км², уся площа — суходіл.

## Демографія

### Перепис 2010 року
За даними перепису 2010 року, в місті проживало 269 осіб у 95 домогосподарствах у складі 62 родин. Густота населення становила 182,2 ос./км². Було 122 помешкання, середня густота яких становила 82,6/км². Расовий склад міста: 92,2 % білих, 0,7 % індіанців, 6,3 % інших рас, а також 0,7 % людей, які зараховують себе до двох або більше рас. Іспанці та латиноамериканці незалежно від раси становили 10,8 % населення.
Із 95 домогосподарств 46,3 % мали дітей віком до 18 років, які жили з батьками; 49,5 % були подружжями, які жили разом; 11,6 % мали господиню без чоловіка; 4,2 % мали господаря без дружини і 34,7 % не були родинами. 28,4 % домогосподарств складалися з однієї особи, в тому числі 10,5 % віком 65 і більше років. У середньому на домогосподарство припадало 2,83 мешканця, а середній розмір родини становив 3,61 особи.
Середній вік жителів міста становив 35,1 року. Із них 36,1 % були віком до 18 років; 5,1 % — від 18 до 24; 26,7 % від 25 до 44; 24,5 % від 45 до 64 і 7,4 % — 65 років або старші. Статевий склад населення: 48,7 % — чоловіки і 51,3 % — жінки.
Середній дохід на одне домашнє господарство  становив 74 015 доларів США (медіана — 50 750), а середній дохід на одну сім'ю — 89 762 долари (медіана — 66 250). За межею бідності перебувало 3,2 % осіб, у тому числі 2,1 % дітей у віці до 18 років та 11,1 % осіб у віці 65 років та старших.
Цивільне працевлаштоване населення становило 172 особи. Основні галузі зайнятості: мистецтво, розваги та відпочинок — 24,4 %, будівництво — 22,1 %, інформація — 12,2 %, освіта, охорона здоров'я та соціальна допомога — 8,7 %.